# Марија Обрадовић (рукометашица)
Марија Обрадовић (Београд, 6. август 1992) српска је рукометашица која игра на позицији левог бека и тренутно наступа за Мецинген.
Престављала је Србију на Европском првенству 2016. и на Светским првенствима 2017. и 2019. године.